# Doły (Petite-Pologne)
Pour les articles homonymes, voir Doły.
Doły est une localité polonaise de la gmina de Dębno, située dans le powiat de Brzesko en voïvodie de Petite-Pologne.